# Per Oscar Andersen
Per Oscar Andersen (Oslo, 24 de enero de 1903 - 27 de junio de 1969) fue un atleta noruego de Oslo, donde su padre tenía una imprenta. Durante todos sus años activos, fue miembro del club deportivo Asociación deportiva Ørnulf.
Andersen ganó siete campeonatos individuales de Noruega en pista y seis en relevos entre 1924 y 1928. Recibió el trofeo del rey en el campeonato de Noruega de 1927 después de su doble victoria en los 100 metros y 200 metros. En ambas carreras igualó los récords del campeonato.
Andersen igualó el récord noruego de los 100 metros con un tiempo de 10,7 en dos ocasiones antes de reducirlo a 10,5 segundos en 1927. Este tiempo, alcanzado en una competición triangular entre Dinamarca, Noruega y Suecia en Copenhague, también fue un nuevo récord nórdico. En la misma competición, Andersen ganó los 400 metros con un tiempo de 49,3 segundos. El tiempo de 10,5 permaneció como récord noruego durante once años, hasta que Erik Sjøvall lo mejoró por una décima de segundo en 1938.
En los 200 metros, Andersen fue el primer noruego en bajar de los 22 segundos cuando el 18 de septiembre de 1926 estableció un nuevo récord de 21,6 segundos, superando el anterior de 22,1. Al año siguiente, igualó el récord de los 200 metros, que no fue superado hasta 1939 por Haakon Tranberg, quien lo bajó a 21,5 segundos. Debido a una enfermedad, Andersen se retiró a los 25 años en 1928 y nunca volvió a competir. Falleció a los 66 años en 27 de junio de 1969.

## Medallas en campeonatos noruegos
| Juegos Olímpicos | Juegos Olímpicos  | Juegos Olímpicos                 | Juegos Olímpicos |
| Año              | Medalla           | Clase                            | Ref              |
| ---------------- | ----------------- | -------------------------------- | ---------------- |
| 1924             | Medalla de bronce | 100 metros (11,8) y 200 m (23,4) | [ 3 ]            |
| 1925             | Medalla de bronce | 200 metros (23,4)                | [ 4 ]            |
| 1926             | Medalla de oro    | 100 metros (10,9) y 200 m (22,2) | [ 5 ]            |
| 1927             | Medalla de plata  | Salto de longitud de pie         | [ 6 ]            |
| 1927             | Medalla de plata  | Altura sin entrada               | [ 7 ]            |
| 1927             | Medalla de oro    | 100 metros                       | [ 1 ]            |
| 1927             | Medalla de oro    | 200 metros                       | [ 1 ]            |